# Mu Ophiuchi
Mu Ophiuchi (μ Oph / 57 Ophiuchi / HD 159975) es una estrella en la constelación de Ofiuco de magnitud aparente +4,62. Está situada a 753 años luz del sistema solar.
Mu Ophiuchi es una gigante o subgigante blanco-azulada de tipo espectral B8 cuya temperatura superficial es de 12.200 K.
Incluyendo la energía emitida como luz ultravioleta, su luminosidad es 2170 veces mayor que la luminosidad solar.
Su radio es 10,5 veces más grande que el del Sol y rota con una velocidad proyectada de 114 km/s —si bien el valor real puede ser significativamente mayor—, implicando un período de rotación igual o inferior a 4,5 días.
Con una edad aproximada de 80 millones de años, su masa es algo mayor de 5 masas solares. Se piensa que recientemente ha terminando la fusión de su hidrógeno interno, y su núcleo se está contrayendo como paso previo antes de comenzar la fusión del helio en carbono y oxígeno; con el tiempo evolucionará en una variable cefeida pulsante.
Mu Ophiuchi es una estrella de mercurio-manganeso, con una sobrebundancia de este último elemento. Estas estrellas, tipificadas por Alpheratz (α Andromedae) y χ Lupi, tienen una atmósfera estelar en relativa calma donde diferentes tipos de átomos se hunden por la acción de la gravedad, mientras que otros son empujados al exterior por la presión de radiación, haciendo que su distribución no sea homogénea.